# LH 4

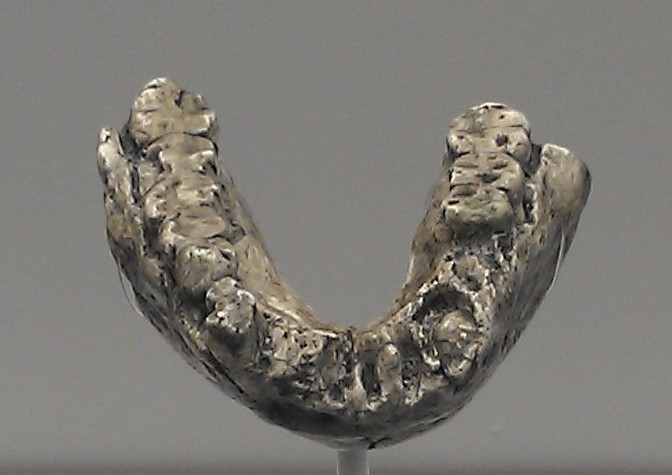
LH 4 (Replikat)

LH 4 (Laetoli Hominid 4) ist die wissenschaftliche Bezeichnung für einen gut erhaltenen fossilen Unterkiefer, der 1974 in Laetoli (Tansania) geborgen und 1978 als Holotypus der Art Australopithecus afarensis ausgewiesen wurde. Das Fossil war als Oberflächenfund von Maundu Muluila, einem Mitarbeiter von Mary Leakey, aufgesammelt, erstmals 1976 in der Fachzeitschrift Nature vorgestellt und auf ein Alter von 3,59 bis 3,77 Millionen Jahren datiert worden. Eine detailliertere Fundbeschreibung mit genauen Größenangaben und zahlreichen Abbildungen publizierte im folgenden Jahr Tim White.
Der Unterkiefer LH 4 stammt von einem erwachsenen Individuum, beide aufsteigenden Unterkieferäste (Rami mandibulae) fehlen. Es blieben acht Backenzähne mit weitgehend vollständigen Zahnkronen sowie einige abgebrochene Frontzähne erhalten, die 1976 zunächst – wie ähnliche Funde aus Laetoli sowie aus Hadar – keiner bestimmten Art zugeordnet wurden. Grund für diese Zurückhaltung war, dass die Molaren der Laetoli-Funde hinsichtlich ihrer Größe und ihrer Morphologie Ähnlichkeiten sowohl mit den aus Südafrika bekannten „grazilen“ Australopithecinen (Australopithecus africanus) als auch mit archaischen Vertretern der Gattung Homo (Homo habilis) aufwiesen, die in Ostafrika entdeckt worden waren; am wahrscheinlichsten sei eine Zuordnung der Funde zu den frühesten Vertretern der Gattung Homo, argumentierten Leakey et al. 1976.
LH 4 wurde 1978 laut Erstbeschreibung von Australopithecus afarensis als Holotypus ausgewählt, weil der versteinerte Unterkieferknochen die typischen Merkmale der Art besonders deutlich erkennen lasse und weil er bereits 1977 eingehend beschrieben worden sei. Die Namensgebung der Art durch Donald Johanson, Tim White und Yves Coppens mit Bezug auf die Afar-Region in Äthiopien wurde in der Erstbeschreibung damit begründet, dass am – von Johanson und Coppens erforschten – äthiopischen Fundort die Mehrzahl der als Paratypen ausgewiesenen Fossilien entdeckt worden sei. Tatsächlich wurden aus dem von Mary Leakey erforschten Gebiet in Tansania neben dem Holotypus nur rund zwei Dutzend Zähne und Kieferfragmente benannt, aber mehrere hundert aus Äthiopien.

## Belege
1. 1 2  Donald Johanson, Tim White und Yves Coppens: A New Species of the Genus Australopithecus (Primates: Hominidae) from the Pliocene of Eastern Africa. In: Kirtlandia. Band 28, 1978, S. 1–14, Volltext (PDF).
2. ↑  Mary Leakey et al.: Fossil hominids from the Laetolil Beds. In: Nature, Band 262, 1976, S. 460–466, doi:10.1038/262460a0
3. ↑  Tim White: New fossil hominids from Laetolil, Tanzania. In: American Journal of Physical Anthropology, Band 46, Nr. 2, 1977, S. 197–229, doi:10.1002/ajpa.1330460203
4. ↑  Donald Johanson, Maurice Taieb: Plio-Pleistocene hominid discoveries in Hadar, Ethiopia. In: Nature, Band 260, 1976, S. 293–297, doi:10.1038/260293a0